# Шихвердиев, Назим Низамович
Назим Низамович Шихвердиев — профессор, доктор медицинских наук, лауреат Государственной премии РФ.
Родился 14 апреля 1956 г. в г. Шауляй Литовской ССР в семье военнослужащего.
Окончил школу в г. Орджоникидзе, Северо-Осетинская АССР (1972, с золотой медалью) и факультет подготовки врачей для ВВС Военно-медицинской академии (1978, с отличием).
В 1978—1981 гг. начальник медицинской службы — начальник мед. пункта в\ч 40377 ВВС СССР (г. Тапа Эстонской ССР).
В 1981—1984 гг. учился в адъюнктуре при Военно-медицинской академии на кафедре госпитальной хирургии, в 1984 г. защитил кандидатскую диссертацию на тему «Ангиогенный сепсис». В 1984—1995 старший ординатор, преподаватель клиник госпитальной (торакальной) и сердечно-сосудистой хирургии.
В 1994 г. защитил докторскую диссертацию на тему «Оценка резервов организма и прогнозирование исходов оперативных вмешательств при хирургическом лечении пороков сердца».
С 1995 г. доцент, а с 1998 г. профессор кафедры сердечно-сосудистой хирургии ВМА им С. М. Кирова.
В 2005 г. уволен из ВВС РФ по организационно-штатным мероприятиям в звании полковника м\с.
В 2005—2010 гг. профессор — начальник лаборатории трансплантологии и высоких технологий ВМА. С 2010 г. — начальник отделения хирургического лечения пороков сердца, доцент 1-й клиники хирургии для усовершенствования врачей ВМедА и профессор кафедры сердечно-сосудистой хирургии Санкт-Петербургской педиатрической академии.
Основные направления медицинской и научной деятельности — хирургическое лечение пороков сердца, инфекционного эндокардита, реконструктивная хирургия клапанов сердца, неотложная кардиохирургия.
Лауреат Государственной премии РФ в области науки и техники за 2000 г. за цикл работ по гнойно-септической кардиохирургии.
Публикации:
- Основы реконструктивной хирургии клапанов сердца / Н. Н. Шихвердиев, С. П. Марченко. - Санкт-Петербург : Дитон, 2007. - 299, [36] с. : ил., цв. ил., портр., табл.; 22 см.; ISBN 978-5-9901202-1-1
- Прогнозирование в кардиохирургии [Текст] / Ю. Л. Шевченко, Н. Н. Шихвердиев, А. В. Оточкин. - СПб. и др. : Питер Паблишинг, 1998. - 200 с. : ил.; 21 см.

Автор художественной книги: Сам себе бог [Текст] / Назим Шихвердиев. - Санкт-Петербург : Аликонт, 2017. - 268, [3] с. : ил.; 22 см.; ISBN 978-5-904906-20-7 и научно-популярной:  Трактат о врачебных ошибках / Н.Н. Шихвердиев. – СПб.: ОО «Аликонт», 2017. – 240 с. ISBN 978-5-90490-617-7